# S Muscae
S Muscae (S Mus / HD 106111 / HR 4645) es una estrella binaria en la constelación austral de Musca. Situada a 1630 años luz de distancia del sistema solar, la componente principal del sistema es una variable cefeida. De magnitud aparente media +6,05 es algo más brillante que la vecina R Muscae, también variable cefeida en esta misma constelación.
S Muscae es una binaria espectroscópica, es decir, su duplicidad se ha establecido por el desplazamiento Doppler de sus líneas espectrales. El probable período orbital del sistema es de 506 días. La componente principal, S Muscae A, es una cefeida clásica cuya magnitud varía entre +5,89 y +6,49 en un período de 9,660 días, que cambia entre 9,66011 y 9,66007 días. Su masa se estima en 6,0 ± 0,4 masas solares. La estrella acompañante, S Muscae B, es una estrella caliente de la secuencia principal con una temperatura efectiva de 17.700 K —que corresponde a una estrella de tipo B5V— y una masa de unas cinco masas solares. S Muscae es la cefeida con la compañera estelar más caliente conocida.
El contenido metálico de S Muscae es similar al del Sol, siendo su índice de metalicidad [Fe/H] = +0,02.
Aunque en general los niveles de los distintos elementos no difieren excesivamente de los valores solares, se aprecia cierto empobrecimiento en cobalto y zinc; la abundancia de este último metal es prácticamente la mitad que en el Sol.